# Chochoły
Chochoły – polski zespół bigbitowy, istniejący w latach 1962–1966 w Warszawie. Czołowy zespół warszawski – należał do grupy najpopularniejszych stołecznych zespołów młodzieżowych lat 60. XX w. Latem 1966 roku część jego muzyków wraz z Czesławem Niemenem utworzyła formację Akwarele.

## Historia zespołu
Prehistoria grupy sięga zespołu szkolnego utworzonego w drugiej połowie 1962 roku przy warszawskim Liceum im. Karola Świerczewskiego. W jego skład wchodzili m.in. Tomasz Butowtt (śpiew), Jerzy Rogowski (śpiew), Jan Goethel (gitara), Bogdan Poniatowski (gitara), Mieczysław Salecki (pianino), Bogdan Nerc (gitara basowa).
W styczniu 1963 roku wykrystalizował się pierwszy, bardziej stabilny skład zespołu. Odeszli Poniatowski, Salecki, Nerc i dotychczasowy perkusista. Z wcześniejszego składu pozostali Goethel i Butowtt (lider), który zaczął grać na perkusji. Ponadto dołączyli dwaj nowi muzycy: Paweł Brodowski (gitara basowa, który początkowo grał na kontrabasie) i Andrzej Turski (gitara). Przez krótki okres z grupą występował także Michał Morawski (gitara). Chochoły przeniosły się w tym czasie do stołecznego klubu harcerskiego „Sezam”, zaś w marcu 1963 roku do kina „Klub”. Jesienią 1963 roku miejsce Goethla zajął Tomasz Jaśkiewicz (gitara) (w tym okresie powstała nazwa zespołu).
W tym samym roku menedżerem grupy został jej były członek Jerzy Rogowski, który wyposażył muzyków w nowe instrumenty i sprzęt nagłaśniający. Oficjalnie zespół zadebiutował na II Festiwalu Młodych Talentów w Szczecinie w 1963 roku.

Dzięki Andrzejowi, którego Mama pracowała w Ministerstwie Spraw Wewnętrznych, przenieśliśmy się do kina „Klub”. To było kino MSW, z czego nie zdawaliśmy sobie sprawy, ale też ta groźna nazwa na nikim nie robiła wrażenia, z czymś złym się nie kojarzyła. Tam poznaliśmy Wieśka Czerwińskiego: grał na każdym instrumencie, od niego bardzo dużo się nauczyliśmy i to on wprowadził nas w profesjonalny świat. Za jego namową wzięliśmy udział w festiwalu Młodych Talentów, tym drugim. Doszliśmy do finałów w Międzyzdrojach, tam grały zespoły, śpiewali między innymi Nalepa z Kubasińską oraz Złote Struny z Sewerynem Krajewskim. Na tej samej scenie, co my. Jesienią (1963 roku) zaczęliśmy współpracować z Czerwińskim. To był nurt poboczny Chochołów, bo myśmy się uważali za drugich Shadowsów, ale to, co robił Wiesiek otwierało przed nami nowe furtki, drogę na większe estrady. W 1964 wystąpiliśmy razem na festiwalu opolskim, graliśmy tam aż siedem razy, obsługiwaliśmy ten festiwal prawie codziennie, wciąż towarzyszyliśmy jakimś wykonawcom. To nie był wstyd – bez Czerwińskiego nie doszłoby do naszych nagrań w studiu.

Na przełomie 1963 i 1964 roku wziął udział w I Sympozjum Piosenki Harcerskiej w Przemyślu, gdzie wśród instruktorów znaleźli się muzycy zespołów Rhythm and Blues (Leszek Bogdanowicz) i Czerwono-Czarni (Wiesław Bernolak). Był tam obecny także Bolesław Krasuski, redaktor naczelny tygodnika „Na Przełaj”, dzięki któremu na początku 1964 roku w jednym z numerów ukazał się artykuł o zespole, autorstwa Bogdanowicza – okładkę zdobiło zdjęcie warszawskiej formacji, zatytułowane Jeszcze nie znasz Chochołów?. 15 marca tegoż roku na łamach tego samego czasopisma ukazał się kolejny fotoreportaż o zespole pod tytułem Chłopaki z gitarami. W 1964 roku Chochoły wystąpiły na Krajowym Festiwalu Piosenki Polskiej Opole 1964 z nowym kierownikiem muzycznym, którym został Wiesław Czerwiński (saksofon tenorowy, saksofon barytonowy, śpiew).

W 1964 Mateusz Święcicki poprosił mnie, żeby na festiwalu opolskim zaakomapniować Mili Cylwik, Randii, Piotrowi Miksowi, Masiowi Kwiekowi. Zrobiła się z tego spora grupa: piątka solistów i piątka instrumentalistów, do tego stworzyłem chórek – jak na tamte czasy śpiewający fantastycznie. Musiało to brzmieć fantastycznie, bo po naszym występie publiczność opolska, a potem cały kraj śpiewał, nucił, gwizdał dwie piosenki, które tamten koncert wylansował: Twist z białą damą i Grażynę. Tak więc byłem muzykiem w Chochołach, ale niedługo. Owszem, koledzy z zespołu byli zadowoleni, bo przecież sukces raduje każdego. „Stodoła” była zadowolona, bo na nasze występy latem przychodziły tłumy, ale pieniędzy to nie przynosiło. Więc jesienią rozstałem się z zespołem i wyjechałem za granicę za chlebem.

Jesienią 1964 roku po odejściu Czerwińskiego, wokalistami zespołu zostali: Janusz Godlewski (eks-Tajfuny), a następnie Wojciech Gąssowski (eks-zesp. Mirosława Wójcika). Zmieniał się też repertuar grupy, działającej teraz pod patronatem klubu studenckiego Stodoła. Gąssowski początkowo śpiewał z nią m.in. przeboje The Beatles, lecz z czasem coraz silniej dochodziła do głosu fascynacja muzyków anglosaskim rhythm and bluesem spod znaku The Rolling Stones, The Animals, The Kinks, a przede wszystkim The Artwoods.
Zespół koncertował w większości miast wojewódzkich w Polsce. W kwietniu 1965 roku, z Gąssowskim jako wokalistą, zajął II miejsce na I Ogólnopolskim Przeglądzie Zespołów Muzyki Rozrywkowej w Gliwicach. Latem tego samego roku odchodzi Gąssowski, zaś Tomasz Jaśkiewicz (gitara), Paweł Brodowski (gitara basowa), Tomasz Butowtt (lider; perkusja), połączyli siły z byłymi muzykami „Impulsów”, a byli to: Dariusz Pankowski (śpiew, harmonijka ustna), Aleksander Wołodarski (gitara), Marian Zimiński (organy Hammonda).
Po raz pierwszy rhythm and bluesowe Chochoły zwróciły na siebie uwagę Czesława Niemena podczas trójmeczu bigbitowego z Niebiesko-Czarnymi i Szawagrami, który miał miejsce 28 lutego 1966 roku w Domu Muzyki i Tańca w Zabrzu. 2 kwietnia 1966 r. zespół wystąpił w „Stodole” na koncercie z okazji otwarcia klubu w nowej lokalizacji przy ul. Wspólnej, zaś 26 kwietnia muzycy mieli okazję obserwować sesję nagraniową brytyjskiej grupy The Artwoods w studiu radiowym przy ul. Malczewskiego, tuż po jej warszawskim koncercie.
Zimiński skomponował szereg utworów z których największą popularnością cieszyły się przeboje Naście lat, Amor a kysz do tekstów Stanisława Szydłowskiego i nagrana z René Glaneau jamajska piosenka Shame and scandal, w języku polskim zatytułowana Skandal w rodzinie.

Okres Shadowsów powoli się kończył, zaczął się okres fascynacji Beatlesami. Gąssowski razem z Chochołami śpiewał ich piosenki i to tak dynamicznie, że kiedyś na balkonie w sali w Częstochowie, gdzie graliśmy, zniszczono wszystkie krzesła – na naszym koncercie!... Największą rewolucją w zespole było połączenie Chochołów i Impulsów, a więc okres fascynacji Stonesami, Animalsami i Kinksami. Warszawski koncert The Animals spowodował ogromną zmianę w świadomości naszych muzyków i to na dużą skalę – zmieniali się Polanie, odtąd inaczej śpiewali Puławski i Gąssowski...

W różnych okresach działalności zespół pojawił się w filmach: Wojna domowa (reż. Jerzy Gruza), Sam pośród miasta (reż. Halina Bielińska), Marysia i Napoleon (reż. Leonard Buczkowski). Na estradzie oraz w nagraniach radiowych i płytowych (Veriton i Muza) towarzyszył: Emilii Czerwińskiej (pseud. Mila Cylwik), Randii, Bogumiłowi Beresiowi, Piotrowi Miksowi (udało mu się na KFPP Opole'64 wraz z Chochołami wylansować piosenkę Niewinny złodziej, która stała się przebojem), Sylwestrowi „Masio” Kwiekowi, Juliuszowi Wystupowi, René Glaneau, Krystynie Konarskiej, Krystynkom, Filipinkom, duetowi Rinn i Czyżewski.
W maju 1966 Chochoły udały się na dwutygodniową trasę koncertową z Czesławem Niemenem i Niebiesko-Czarnymi i zajęły III miejsce na II Ogólnopolskim Przeglądzie Zespołów Muzyki Rozrywkowej w Gliwicach. Zespół nie dostał się do finału Wiosennego Festiwalu Muzyki Nastolatków i w rezultacie rozwiązał się z końcem lata 1966 roku.

Dziwna sprawa. Najpierw był półfinałowy koncert w Sali Kongresowej, artykuł o nas napisał Roman Waschko, otrzymaliśmy najwięcej punktów (45 pkt.), dopiero na drugim miejscu za nami uplasowały się Dzikusy (36 pkt.) Wiktora Stroińskiego, młodsi koledzy Tomka Butowtta z klubu przy Odyńca. Ale potem ktoś zarządził powtórkę i na koncercie w Hali Gwardii przepadliśmy, bo wtedy Dzikusy zwyciężyły. Wiedziałem, że to koniec, również Tomek uznał, że jeśli ktoś odebrał nam palmę pierwszeństwa (uważaliśmy się przecież za najlepszy zespół w Warszawie i z takim przekonaniem graliśmy w tym konkursie) i to właśnie taki zespół jak Dzikusy to jest niedobrze. Dwa dni później było spotkanie i rozeszliśmy się.

Niedługo potem byli muzycy Chochołów, czyli Tomasz Jaśkiewicz (gitara), Marian Zimiński (organy Hammonda), Paweł Brodowski (gitara basowa) i Tomasz Butowtt (perkusja) wraz z Czesławem Niemenem (śpiew) założyli i współtworzyli zespół Akwarele.
24 maja 1996 roku w klubie „Stodoła”, Chochoły wystąpiły w koncercie „Warszawski rock and roll lat 60. Z brzytwą na poziomki”, którego pomysłodawcą i organizatorem był dawny wokalista grupy Piotr Miks. Koncert ów został udokumentowany na płycie, pt. Warszawski Rock & Roll. Live in Concert. Kolejne imprezy wspomnieniowe zespołu miały miejsce w 1997 roku w Centrum Łowicka i w 1999 roku w Sali Kongresowej.

## Ciekawostki
- Gitarzysta Andrzej Turski był wielkim miłośnikiem gry Hanka Marvina i The Shadows. Stąd też w latach 1963-1964, w repertuarze Chochołów znalazło się aż 50 utworów The Shadows (w późniejszym okresie przygotował również 50 utworów The Beatles)[6]. W środowisku warszawskim Turski uchodził za wybitnego znawcę repertuaru tej grupy[6]. Chochoły wykonujące shadowsowski repertuar, nigdy nie doczekały się nagrania[6]. Ocalał jedynie instrumentalny utwór o shadowsowskim brzmieniu pt. Ondraszek, zarejestrowany w Polskim Radiu w 1964 roku[10].

- W 1965 roku Chochoły wystąpiły w popularnym serialu „Wojna domowa”[2]. Najpierw muzycy nagrali podkład do piosenki pt. Tak mi źle, a w drugim odcinku wszyscy gitarzyści zespołu wystąpili w tej samej roli w scenie, gdy Magdalena Zawadzka śpiewa z playbacku piosenkę Nie bądź taki szybki Bill[2][11].

- 3 listopada 2011 roku ukazała się EP-ka zespołu Pomorzanie „Mocne Uderzenie II EP” (4 kompozycje należące do klasyki warszawskiego rock and rolla[12][13][14], 2 utwory zagraniczne i 1 autorski) na której znalazła się piosenka Chochołów Naście lat[15].

## Muzycy[4][16]
- Jerzy Rogowski – śpiew (1962-1963)[6]
- Jan Goethel – gitara (1962-1963)
- Bogdan Poniatowski – gitara (1962-1963)[6]
- Bogdan Nerc – gitara basowa (1962-1963)[6]
- Mieczysław Salecki – pianino (1962-1963)
- Tomasz Butowtt – perkusja; początkowo śpiew[6] (1962-1966)
- Wiesław Czerwiński – saksofon barytonowy (1963-1964)
- Michał Morawski – gitara (1963)
- Tomasz Jaśkiewicz – gitara (1963-1966)
- Andrzej Turski – gitara (1963-1965)
- Paweł Brodowski – gitara basowa; początkowo kontrabas[6] (1963-1966)
- Janusz Godlewski – śpiew (1964-1965)
- Wojciech Gąssowski – śpiew (1964-1965)
- Dariusz Pankowski – śpiew, harmonijka ustna (1965-1966)
- Aleksander Wołodarski – gitara (1965-1966)
- Marian Zimiński – organy Hammonda (1965-1966)

## Dyskografia[4][17]

### Płyty solowe (czwórki i pocztówki dźwiękowe)
- 06.1964: II Festiwal Piosenki Polskiej Opole '64 (EP, V-291 Veriton)
- 05.1966: Kocham ją (EP, N-0410 Pronit)
- 05.1966: Naście lat (EP, N-0411 PN Muza)
- 05.1965: Naście lat (PD R-0023 Ruch)

### Płyty innych wykonawców nagrane z udziałem zespołu Chochoły
- 06.1964: Masio Sylwester Kwiek, Chochoły – Piosenki cygańskie (EP, V-292 Veriton)
- 11.1965: Krystynki, Chochoły, Smyczki Warszawskie – Dla ciebie (EP, V-324 Veriton)
- 11.1965: Krystynki, Juliusz Wystup, Chochoły, Smyczki Warszawskie – Wiatr aksamitny (EP, V-325 Veriton)
- 06.1966: René Glaneau, Chochoły – Skandal w rodzinie (EP, N-0421 Pronit)
- 06.1966: René Glaneau, Chochoły – Nie wrócimy na Capri (EP, N-0433 PN Muza)
- 1966: Filipinki – Filipinki – To my (LP, PN Muza XL0323)
- 1966: Filipinki, Chochoły – Pożegnanie z zabawkami (PD, Ruch R-0030)
- 1979: Z archiwum Veritonu (3) Nasze debiuty - Soliści (3) (LP, SXV-803 Veriton – kompilacja)

### Kompilacje
- 1979: Z archiwum Veritonu (4) Nasze debiuty - Zespoły (LP, SXV-804)
- 1991: Złote lata polskiego beatu 1964 (LP, PN Muza SX-3006)
- 1991: Złote lata polskiego beatu 1966 vol.1 (LP, PN Muza SX-3049)
- 1998: Warszawski Rock & Roll. Live In Concert (CD, Yesterday YES-CD3)[5]
- 1998: Mega Hity lat 60. (CD, PNCD425)
- 2008: Miłość ze szkolnej ławki (CD, PN Muza PNCD1224)
- 2009: Warszawski Rock and Roll lat 60. (LP, PN Muza SX-4009)
- 2013: Gwiazdy Polskiego Big Beatu (CD, PN Muza PNCD-1467 – wybór nagrań radiowych i płytowych zespołu – solowych i sesyjnych)
- 2020: Brzdęk! Instrumentalne przygody bigbitowców (CD, GAD Records GAD CD 139)[18]

### Kompilacje bez podanego roku wydania
- Czy nas jeszcze pamiętacie? (1) (MC, Wifon MC-0133)

### Nagrania radiowe
- 05.1964: Grażyna (voc. W. Czerwiński), Twist z biała damą (voc. W. Czerwiński), Kaj san (voc. S.M. Kwiek), Byle ładny był dzień (voc. S.M. Kwiek), Za Łęczycą (voc. B. Bereś), Dlaczego Karolina (voc. P. Miks), Niewinny złodziej (voc. P. Miks) Stary park (voc. M. Cylwik), Dwa kieliszki czaru (voc. M. Cylwik), Dzień dobry, to ty (voc. M. Cylwik), Ondraszek (instr.), Na szczytach Mandżurii (instr.), Pocałuj mnie choć jeden raz (voc. M. Cylwik);

- 03.1965: Przyjdzie taki świt (voc. W. Gąssowski), Nie będę z tobą dłużej (voc. W. Gąssowski), Może mnie kochasz (voc. W. Gąssowski);

- 1966: Amor a kysz (voc. D. Pankowski), Naście lat (voc. D. Pankowski), Szpilki (voc. D. Pankowski), Wstaje dzień (voc. D. Pankowski), Pogoń za osłem (instr.), Uwierz mi (voc. D. Pankowski); Nadążyć chcę (voc. Chochoły).